# Унтвар

Унтвар — река в России, протекает в Судогодском и Суздальском районах Владимирской области. Устье реки находится в 5,3 км по левому берегу реки Ущерка. Длина реки составляет 11 км.
Исток реки в черте деревни Никулино в 10 км к юго-востоку от Владимира. Течёт на севео-восток, на реке деревни Никулино, Шепелево, Злобино.

## Данные водного реестра
По данным государственного водного реестра России относится к Окскому бассейновому округу, водохозяйственный участок реки — Клязьма от города Владимир до города Ковров, без реки Нерль, речной подбассейн реки — бассейны притоков Оки от Мокши до впадения в Волгу. Речной бассейн реки — Ока.
По данным геоинформационной системы водохозяйственного районирования территории РФ, подготовленной Федеральным агентством водных ресурсов:
- Код водного объекта в государственном водном реестре — 09010300912110000032783
- Код по гидрологической изученности (ГИ) — 110003278
- Код бассейна — 09.01.03.009
- Номер тома по ГИ — 10
- Выпуск по ГИ — 0